# NCT LIFE
《NCT LIFE》是專屬於偶像團體NCT（包含出演节目时尚未出道的男SM ROOKIES）的網路真人秀。
每一季NCT都會去到一個城市旅遊拍攝、完成任務，展現NCT不同的樣貌與獨特的魅力。節目首播於2016年4月16日播出，目前已開播第十一季。

## 演出成員
註：每一季參與成員不盡相同
- 第一季：泰一、韓率、Johnny、泰容、悠太、道英、Ten、在玹、Mark、Jeno、楷燦、渽民、志晟
- 第二季：泰容、悠太、錕、道英、在玹、昀昀
- 第三季：泰一、泰容、悠太、在玹、昀昀、Mark、楷燦
- 第四季：泰一、泰容、悠太、道英、Ten、在玹、昀昀
- 第五季：仁俊、Jeno、辰樂、志晟
- 第六季：Johnny、泰容、道英、Ten、在玹
- 第七季：泰一、泰容、悠太、道英、昀昀
- 第八季：Johnny、悠太、錕、昀昀、Lucas、Mark
- 第九季：Johnny、泰一、悠太、道英、在玹、楷燦
- 第十季：仁俊、Jeno、渽民、辰樂、志晟
- 第十一季：泰一、Johnny、泰容、悠太、道英、在玹、廷祐、Mark、楷燦

## 內容介紹
| #      | 标题                                  | 主要拍摄地           | 简介 |
| 2016年 | 2016年                                | 2016年               | 2016年 |
| ------ | ------------------------------------- | -------------------- | --- |
| 1      | 《NCT LIFE in Bangkok》               | 泰國曼谷。           | 以SM ROOKIES為主，紀錄NCT出道前的心路歷程。泰籍成員TEN也帶領成員們認識曼谷 旅遊景點：曼谷舒伯利國際學校（Shrewsbury International School）、曼谷中央世界商業中心、Virgin Hitz電台 |
| 2      | 《NCT LIFE in Seoul》                 | 韓國首爾特別市。     | 成員與新加入的兩位中國籍練習生在首爾展開為期兩天一夜的旅行。 旅遊景點：SM C&C大樓、梨泰院經理團路、北村韓屋村、三島、清溪川                                                       |
| 3      | 《NCT LIFE in Paju 團結大會》         | 韓國京畿道坡州市。   | NCT 127全員參與錄製，成員們按照自己規劃的行程度過了愉快的旅程。 旅遊景點：民宿周邊私人景點                                                                                        |
| 4      | 《NCT LIFE 韓食王挑戰記》             | 韓國首爾特別市。     | 向廚師學習烹飪，並分為兩組競賽，贏家的原創菜式随后在SMT餐廳推出，限定發售一個月。 旅遊景點：韓國之家（한국의집）、SMT餐廳                                                         |
| 2017年 |                                       |                      | |
| 5      | 《NCT LIFE 綜藝修練會》               | 韓國京畿道楊平郡。   | NCT DREAM參與錄製。由利特、神童帶領的一場旅行。 旅遊景點：SM C&C大樓、民宿周邊私人景點                                                                                            |
| 6      | 《NCT LIFE in Chiangmai》             | 泰國清邁府。         | 成員再次前往泰國，但這次去到泰國北部來一段不同的旅程。 旅遊景點：双龙寺、清邁夜間動物園、大象園、竹筏漂流                                                                         |
| 7      | 《NCT LIFE in Osaka》                 | 日本大阪府、京都府   | 以日本成員悠太為嚮導，帶領成員們一起暢遊大阪京都。 旅遊景點：釣船茶屋、大阪城公園、章魚燒專賣店、天保山大摩天輪、唐吉軻德、日本環球影城、東映太秦映畫村、嵐山                     |
| 2018年 |                                       |                      | |
| 8      | 《Hot&Young 首爾旅行 × NCT LIFE》     | 韓國首爾特別市。     | 跟著年輕又熱情的NCT外國成員一同尋找從未發現的首爾，體驗首爾的無限魅力，與首爾市觀光體育局合作。 旅遊景點：漢江、明洞、室內體育主題公園、N首爾塔、益善洞                           |
| 2019年 |                                       |                      | |
| 9      | 《NCT LIFE in Chuncheon & Hongcheon》 | 韓國春川市、洪川郡。 | NCT 127的春川和洪川旅行！ |
| 2020年 |                                       |                      | |
| 10     | 《NCT LIFE Dream in Wonderland》      | 韓國抱川市           | 去抱川度過特別假期的NCT DREAM！為了走向夢想和幻想的夢幻世界,橫衝直撞的活潑的DREAM們的任務旅行記。                                                                                 |
| 2021年 |                                       |                      | |
| 11     | 《NCT LIFE in Gapyeong》              | 韓國加平             | #NCT127的新概念"對決度假" 充滿歡笑的遊戲遊行和驚險萬分 活躍在一起NCT 127的真實旅行綜藝。                                                                                          |

## 播放平台
- 第一至四季：TRUE4U（泰國）、Naver TVcast、V LIVE、MBC Music（韓國）、阿里音樂頻道、优酷、土豆（中國大陆）、MTV（臺灣）
- 第五至六季：Naver TVcast、V LIVE（韓國）、優酷、土豆（中國）
- 第七季：KBS Joy、oksusu（韓國）
- 第八季：Youtube
- 第九季：V LIVE
- 第十至十一季：Seezn（韓國）